# Sliedrecht
Sliedrecht é um município dos Países Baixos, situado na província da Holanda do Sul. Tem 14,01 km² de área e sua população em 2020 foi estimada em 25.350 habitantes.